# Río (Naguabo)
Río es un barrio ubicado en el municipio de Naguabo en el estado libre asociado de Puerto Rico. En el Censo de 2010 tenía una población de 5350 habitantes y una densidad poblacional de 261,54 personas por km².

## Geografía
Río se encuentra ubicado en las coordenadas 18°11′17″N 65°44′39″O / 18.18806, -65.74417. Según la Oficina del Censo de los Estados Unidos, Río tiene una superficie total de 20.46 km², de la cual 13.05 km² corresponden a tierra firme y (36.21%) 7.41 km² es agua.

## Demografía
Según el censo de 2010, había 5350 personas residiendo en Río. La densidad de población era de 261,54 hab./km². De los 5350 habitantes, Río estaba compuesto por el 67.4% blancos, el 19.18% eran afroamericanos, el 0.43% eran amerindios, el 0.06% eran asiáticos, el 9.25% eran de otras razas y el 3.68% pertenecían a dos o más razas. Del total de la población el 99.51% eran hispanos o latinos de cualquier raza.